# Nordisk Folkebåd
Nordisk Folkebåd eller bare Folkebåd er en entype klassebåd konstrueret i 1942. Oprindeligt bygget i træ med en
træmast, men i dag fås den også i glasfiber med aluminiums-mast. Som navnet antyder har den sine rødder i Norden,
men har siden sin debut spredt sig i store dele af verden.
Folkebåden er kendt som en hurtig kapsejler og i frisk/hård vind har andre alm. kølbåde svært ved at hænge på.

## Historie
i 1939 havde Göteborgs Kungliga Segelsallskab et ønske om, at der fandtes en billig nordisk entypebåd. Ønsket blev taget op
på Skandinavisk Sejlerforbunds møde i Helsinki i 1940. Man besluttede at udskrive en konkurrence om tegning af en båd,
der var sødygtig, egnet til langtur og kapsejlads, billig og nem at bygge.
Da tidsfristen for konkurrencen indløb, var der kommet 58 forslag, som imidlertid alle blev kasseret af den nedsatte dommerkomité.
Herefter blev der nedsat et udvalg, som på baggrund af de 2 bedste forslag skulle udarbejde et sæt retningslinjer for båden. Udvalget bestod af Ernst Wedell-Wedellsborg, Danmark, professor Ljungberg, Sverige og ingeniør Steinback, Finland. Disse retningslinjer blev hereftet overdraget til den svenske skibskonstruktør Tord Sundén, der færdiggjorde tegninger og specifikationer.
Tegningerne blev endeligt godkendt af Skandinavisk Sejlerforbund i begyndelsen af 1942. I samme år blev de første folkebåde bygget
og søsat i Sverige.
I 1977 godkendte Skandinavisk Sejlerforbund, at båden også kunne bygges i glasfiber og i 2000 blev aluminiumsmasten tilladt.

## Udbredelse
I dag findes båden over hele verden, selvom den er mest populær i nordeuropa, således er der i Sverige bygget ca. 1.500,
i Danmark ca. 1.100, i Tyskland ca. 800 og i Finland ca. 450.
Der findes ca. 130 både i USA, ca. 100 i Rusland og ca. 30 i Polen.